# アルフィー (1966年の映画)
『アルフィー』（Alfie）とは、1966年に公開されたイギリス・アメリカ合作のシニカル・コメディドラマ映画。ビル・ノートン原作の舞台劇を映画化したもので、脚本もノートンが書いた。日本でのテレビ放映時は『華麗なる色事師』のタイトルで1972年8月5日に東京12チャンネルで放映された。

## あらすじ
宵のロンドン、車中で人妻との逢瀬を終えたアルフィー。弾んだ声で再会を告げる彼女に曖昧な応えを返すアルフィーには、再び彼女と会うつもりはない。関係を深めて"厄介事"が起こる前に去るのが彼の常套手段だった。色男のアルフィーは端整な顔立ちと気さくな物腰、服の皺にも常に気を配り、次々と女をモノにしていく。
しかし"従順な女"と思っていたギルダを妊娠させてしまう。生むも生まないもギルダの自由と言って責任を彼女に押し付けたアルフィーだが、マルコムが生まれると我が子への愛しさを自覚し始める。それでも自身はそれまでの自由勝手な生き方を変えるつもりはなかった。ギルダは以前から自分を慕っていたハンフリーと結婚し、アルフィーの元を去る。
失意を否認して女漁りを続けるアルフィーは、肺病の療養中にも看護婦カーラと楽しんでいた。快気後には療養中同室にいたハリーの妻であるリリーとも関係を持ってしまう。田舎娘アニーとの破局の後、リリーの妊娠がわかり、高額な費用を支払って堕胎させることになる。胎児の骸を見て己の罪深さに戦き、またギルダの家庭で幸せに育つマルコムのことも思い起こされる。
金持ちの婦人ルビーの母性に安心を見出だそうとするアルフィーだが、彼女はより若いギタリストの青年を掴まえてアルフィーを捨てる。失意の中、かつて別れも告げずに捨てた人妻シディーに再会するが、逢い引きの誘いに曖昧な返事を返すのは、今度はシディーの方だった。
独りになったアルフィーは、自身が女性に奉仕させることで求めまた得られなかったものは、心の平安であったことに気付く。しかし彼にはどうすれば良いのかわからない。
歩み去る彼に語りかけるように、主題歌「アルフィー」(曲:バート・バカラック/詞:ハル・デヴィッド)が流れる。

## キャスト
- マイケル・ケイン - アルフィー・エルキンス(アカデミー主演男優賞ノミネート)(日本語吹替:伊武雅刀 )
- シェリー・ウィンタース - ルビー
- ミリセント・マーティン - シディー
- ジュリア・フォスター - ギルダ
- シャーリー・アン・フィールド - カーラ
- ジェーン・アッシャー - アニー
- ヴィヴィアン・マーチャント - リリー(アカデミー助演女優賞ノミネート)
- デンホルム・エリオット - 堕胎医

## 音楽
ジャズ・サックス奏者のソニー・ロリンズが作曲を担当。ロリンズは、本作のスコアを元にしたアルバム『アルフィー』も発表した。主題歌「アルフィー」はバート・バカラック作曲で、イギリスでの試写時にはシラ・ブラックのバージョンが使用されたが、本上映時にはシェールのバージョンが採用された。

## 受賞歴
- 英国アカデミー賞で、ヴィヴィエン・マーチャントが新人賞を受賞。
- アカデミー賞にも5部門にノミネートされた。また、主演のマイケル・ケインは、全米映画批評家協会賞の主演男優賞を受賞。